# Hugh Anderson
Hugh Anderson (Hamilton, 18 gennaio 1936) è un pilota motociclistico neozelandese ritiratosi dall'attività agonistica.

## Carriera
Per quanto riguarda le competizioni del motomondiale, le sue prime presenze nelle classifiche iridate risalgono al 1960, dove ha conquistato i suoi primi punti nella classe 350, alla guida di una AJS.
Le sue specializzazioni furono però le cilindrate inferiori dove ha vinto 25 gran premi e si è laureato campione del mondo per 4 volte tra la classe 50 e la classe 125, sempre in sella a moto Suzuki.
I suoi primi titoli risalgono alla 1963 dove, nello stesso anno, ha vinto sia 50 che 125; si è ripetuto poi in classe 50 l'anno seguente e nella 125 nel motomondiale 1965.
Si è ritirato dal motociclismo attivo delle corse su pista del mondiale al termine del motomondiale 1966, a soli 30 anni, per dedicarsi in seguito all'altra sua passione, il motocross.
Ritornato in Nuova Zelanda ha comunque conquistato ancora alcuni dei suoi 19 titoli nazionali di velocità ancora negli anni successivi; è stato inserito nella "Motorcycles Hall of Fame" del suo paese nel 1995. il 7 ottobre 2022 viene nominato Leggenda MotoGP.

## Risultati nel motomondiale

### Classe 50
| 1962 | Classe | Moto   |  |  |  |  |  |  |    |   |   |   |   |  |  | Punti | Pos. |
| ---- | ------ | ------ |  |  |  |  |  |  | -- | - | - | - | - |  |  | ----- | ---- |
| 1962 | 50     | Suzuki |  |  |  |  |  |  | NE | 3 | 4 | 6 | 1 |  |  | 16    | 7º   |

| 1963 | Classe | Moto   |   |   |  |   |   |   |    |    |   |    |   |   |  | Punti | Pos. |
| ---- | ------ | ------ | - | - |  | - | - | - | -- | -- | - | -- | - | - |  | ----- | ---- |
| 1963 | 50     | Suzuki | 2 | 1 |  | 2 | 2 | 4 | NE | NE | 3 | NE | 1 | 2 |  | 34    | 1º   |

| 1964 | Classe | Moto   |   |   |   |   |     |   |  |    |    |   |    |    |  | Punti | Pos. |
| ---- | ------ | ------ | - | - | - | - | --- | - |  | -- | -- | - | -- | -- |  | ----- | ---- |
| 1964 | 50     | Suzuki | 1 | 2 | 1 | 1 | Rit | 3 |  | NE | NE | 1 | NE | AN |  | 38    | 1º   |

| 1965 | Classe | Moto   |   |   |   |   |   |   |   |    |    |    |    |    |  | Punti | Pos. |
| ---- | ------ | ------ | - | - | - | - | - | - | - | -- | -- | -- | -- | -- |  | ----- | ---- |
| 1965 | 50     | Suzuki | 2 | 3 | 1 | 6 | 2 | 2 | 2 | NE | NE | NE | NE | NE |  | 32    | 3º   |

| 1966 | Classe | Moto   |   |   |    |   |    |    |    |    |    |   |   |   |  | Punti | Pos. |
| ---- | ------ | ------ | - | - | -- | - | -- | -- | -- | -- | -- | - | - | - |  | ----- | ---- |
| 1966 | 50     | Suzuki | 4 | 3 | NE | 3 | NE | NE | NE | NE | NE | 3 | 4 | 3 |  | 16    | 4º   |

| Legenda | 1º posto        | 2º posto            | 3º posto            | A punti      | Senza punti        | Grassetto – Pole position Corsivo – Giro più veloce |
| Legenda | Gara non valida | Non qual./Non part. | Ritirato/Non class. | Squalificato | '-' Dato non disp. | Grassetto – Pole position Corsivo – Giro più veloce |

### Classe 125
| 1962 | Classe | Moto   |  |  |     |  |  |   |   |  |   |  |   |  |  | Punti | Pos. |
| ---- | ------ | ------ |  |  | --- |  |  | - | - |  | - |  | - |  |  | ----- | ---- |
| 1962 | 125    | Suzuki |  |  | Rit |  |  | 6 | 5 |  | 8 |  | 1 |  |  | 11    | 7º   |

| 1963 | Classe | Moto   |     |   |   |   |   |   |   |   |   |  |  |   |  | Punti | Pos. |
| ---- | ------ | ------ | --- | - | - | - | - | - | - | - | - |  |  | - |  | ----- | ---- |
| 1963 | 125    | Suzuki | Rit | 2 | 1 | 1 | 1 | 2 | 1 | 1 | 1 |  |  | 5 |  | 54    | 1º   |

| 1964 | Classe | Moto   |   |   |     |     |   |    |     |   |   |     |   |   |  | Punti | Pos. |
| ---- | ------ | ------ | - | - | --- | --- | - | -- | --- | - | - | --- | - | - |  | ----- | ---- |
| 1964 | 125    | Suzuki | 1 | 5 | Rit | Rit | 5 | NE | Rit | 1 | 1 | Rit | 2 | - |  | 34    | 3º   |

| 1965 | Classe | Moto   |   |   |   |   |   |   |    |  |  |  |   |   |   | Punti | Pos. |
| ---- | ------ | ------ | - | - | - | - | - | - | -- |  |  |  | - | - | - | ----- | ---- |
| 1965 | 125    | Suzuki | 1 | 1 | 1 | 1 | 5 | 3 | NE |  |  |  | 1 | 1 | 1 | 56    | 1º   |

| 1966 | Classe | Moto   |     |   |    |   |    |   |   |   |   |   |   |   |  | Punti | Pos. |
| ---- | ------ | ------ | --- | - | -- | - | -- | - | - | - | - | - | - | - |  | ----- | ---- |
| 1966 | 125    | Suzuki | Rit | - | NE | 4 | NE | - | 4 | 4 | 5 | 3 | - | - |  | 15    | 5º   |

| Legenda | 1º posto        | 2º posto            | 3º posto            | A punti      | Senza punti        | Grassetto – Pole position Corsivo – Giro più veloce |
| Legenda | Gara non valida | Non qual./Non part. | Ritirato/Non class. | Squalificato | '-' Dato non disp. | Grassetto – Pole position Corsivo – Giro più veloce |

### Classe 250
| 1964 | Classe | Moto   |   |   |   |  |   |   |   |   |   |    |   |   |  | Punti | Pos. |
| ---- | ------ | ------ | - | - | - |  | - | - | - | - | - | -- | - | - |  | ----- | ---- |
| 1964 | 250    | Suzuki | - | 5 | - |  | - | - | - | - | - | NE | - | - |  | 2     | 20º  |

| Legenda | 1º posto        | 2º posto            | 3º posto            | A punti      | Senza punti        | Grassetto – Pole position Corsivo – Giro più veloce |
| Legenda | Gara non valida | Non qual./Non part. | Ritirato/Non class. | Squalificato | '-' Dato non disp. | Grassetto – Pole position Corsivo – Giro più veloce |

### Classe 350
| 1960 | Classe | Moto |  |     |  |    |    |   |   |  |  |  |  |  |  | Punti | Pos. |
| ---- | ------ | ---- |  | --- |  | -- | -- | - | - |  |  |  |  |  |  | ----- | ---- |
| 1960 | 350    | AJS  |  | Rit |  | NE | NE | 3 | 6 |  |  |  |  |  |  | 5     | 7º   |

| 1961 | Classe | Moto   |    |  |    |  |  |    |  |  |   |  |    |  |  | Punti | Pos. |
| ---- | ------ | ------ | -- |  | -- |  |  | -- |  |  | - |  | -- |  |  | ----- | ---- |
| 1961 | 350    | Norton | NE |  | NE |  |  | NE |  |  | 6 |  | NE |  |  | 1     | 19º  |

| 1962 | Classe | Moto |    |    |   |  |    |    |  |  |  |  |    |  |  | Punti | Pos. |
| ---- | ------ | ---- | -- | -- | - |  | -- | -- |  |  |  |  | -- |  |  | ----- | ---- |
| 1962 | 350    | AJS  | NE | NE | 6 |  | NE | NE |  |  |  |  | NE |  |  | 1     | 14º  |

| Legenda | 1º posto        | 2º posto            | 3º posto            | A punti      | Senza punti        | Grassetto – Pole position Corsivo – Giro più veloce |
| Legenda | Gara non valida | Non qual./Non part. | Ritirato/Non class. | Squalificato | '-' Dato non disp. | Grassetto – Pole position Corsivo – Giro più veloce |

### Classe 500
| 1960 | Classe | Moto   |   |     |  |  |  |     |   |  |  |  |  |  |  | Punti | Pos. |
| ---- | ------ | ------ | - | --- |  |  |  | --- | - |  |  |  |  |  |  | ----- | ---- |
| 1960 | 500    | Norton | 7 | Rit |  |  |  | Rit | 7 |  |  |  |  |  |  | 0     |      |

| 1961 | Classe | Moto   |    |  |  |     |  |  |  |     |     |  |  |  |  | Punti | Pos. |
| ---- | ------ | ------ | -- |  |  | --- |  |  |  | --- | --- |  |  |  |  | ----- | ---- |
| 1961 | 500    | Norton | NE |  |  | Rit |  |  |  | Rit | Rit |  |  |  |  | 0     |      |

| 1962 | Classe | Moto      |    |    |     |  |  |    |     |  |  |  |  |  |  | Punti | Pos. |
| ---- | ------ | --------- | -- | -- | --- |  |  | -- | --- |  |  |  |  |  |  | ----- | ---- |
| 1962 | 500    | Matchless | NE | NE | Rit |  |  | NE | Rit |  |  |  |  |  |  | 0     |      |

| Legenda | 1º posto        | 2º posto            | 3º posto            | A punti      | Senza punti        | Grassetto – Pole position Corsivo – Giro più veloce |
| Legenda | Gara non valida | Non qual./Non part. | Ritirato/Non class. | Squalificato | '-' Dato non disp. | Grassetto – Pole position Corsivo – Giro più veloce |